# Orsennes
Orsennes è un comune francese di 705 abitanti situato nel dipartimento dell'Indre nella regione del Centro-Valle della Loira.

## Storia

### Simboli
Lo stemma è stato adottato il 23 gennaio 2025. Il leone di nero in campo d'oro era l'emblema della famiglia De Chamborant; il dolmen è quello che si trova nel territorio comunale; la corona di alloro simbolizza il passato gallo-romano della località; san Martino è il patrono della parrocchia.

## Società

### Evoluzione demografica
Abitanti censiti